# Marcel Roche
Pour les articles homonymes, voir Marcel Roche (peintre) et Roche (homonymie).
Marcel Roche est un médecin vénézuélien, né à Caracas le 15 août 1920 et mort à Miami le 3 mai 2003. Fondateur de l'Institut vénézuélien de la recherche scientifique (IVRS) qu'il dirige de 1959 à 1969, il a exercé plusieurs responsabilités internationales, telles que membre du Bureau des gouverneurs de l'Agence internationale de l'énergie atomique (AIEA), de 1958 à 1960 (le Bureau était dirigé par Carlos A. Bernardes), conseiller pour l'Organisation mondiale de la santé (OMS) et ambassadeur délégué permanent du Venezuela devant l'UNESCO (1985-1989 ), président du Conseil de l'Université des Nations unies, secrétaire de l'Académie des sciences du Tiers-Monde et membre du Conseil du Mouvement Pugwash, opposé à l'utilisation belliqueuse de l'atome et fondée par Einstein, de 1976 à 1989. L'UNESCO lui a donné en 1987 le Prix Kalinga de vulgarisation scientifique. 

## Biographie
Marcel Roche était le fils d'un riche commerçant et urbaniste vénézuélien, Luis Roche. Marcel Roche a fait ses études en France, obtenant son baccalauréat en 1938, avant d'obtenir un diplôme de Baccalauréat en sciences à Philadelphie et d'étudier la médecine à la Johns Hopkins University School of Medicine à Baltimore. Obtenant son diplôme de médecine en 1946, il s'est spécialisé en endocrinologie et en médecine nucléaire, travailla quelque temps au New York Institute of Public Health puis retourna au Venezuela en 1951.
Sur les conseils de son fils, Luis Roche finança la création de la seule institution qui, durant la dictature de Marcos Pérez Jiménez (1952-1958), a permis de maintenir à flot la recherche dans le pays.
Marcel Roche en a été le directeur et plus tard il allait devenir le premier directeur de l'IVRS (1958-1969), l'Institut de la recherche fondamentale nationale, créé au moment de la chute de la dictature en 1958. Il a aussi été le premier président du CONICIT (1969-1972 ), le Conseil national de la recherche. La réputation de Roche, homme de science et d'appareil, n'a pas été entachée par les querelles partisanes : il a été directeur d'une institution importante au moment du premier gouvernement démocratique social-démocrate de Rómulo Betancourt, tout en étant président du CONICIT sous le gouvernement chrétien-démocrate de Rafael Caldera.
Roche était aussi amateur d'histoire et de sociologie des sciences. Il a cherché à comprendre comment et pourquoi se développait la science dans son pays. Écrivain prolifique, d'une espèce que l'on qualifiera de vulgarisateur de politique scientifique (c'est à ce titre qu'il a reçu le prix Kalinga), il a publié de nombreux livres et articles, dont une très belle biographie de Rafael Rangel (es), innovatrice par sa méthode, puisqu'elle parle aussi bien de l'homme de science que fut Rangel que des aspects scientifiques et sociaux qui ont marqué son existence.
Il est membre fondateur de l'Académie des Sciences d'Amérique Latine.

## Le CONICIT
Pendant sa période de présidence du CONICIT, Marcel Roche allait y fonder un Département de Sociologie et de Statistiques en recrutant Olga Gasparini, sociologue formée en France et professeur à l'Université Centrale du Venezuela (UCV), afin d'effectuer des travaux sur la communauté scientifique du pays. Gasparini, morte très jeune, avant même la fin de la première grande enquête du Département, avait amené au CONICIT ses étudiants, dont la plupart travaillent encore dans ce domaine. Ayant effectué la première enquête sociologique sur les scientifiques au Venezuela, elle fut chargée de mener l'enquête "diagnostic" du CONICIT. L'équipe réunissait des sociologues de la première promotion de l'UCV et leurs étudiants ; comme la sociologue Dulce Arnao de Uzcátegui, ou Ignacio Avalos qui furent aussi à leur tour Présidents du CONICIT. 
Selon Arvanitis, cette enquête sociologique sur les scientifiques au Venezuela est importante non pas tant par ses résultats, que par son cadre conceptuel. Premier travail de grande envergure du CONICIT elle a reproduit fidèlement les règles imposées par les organismes internationaux, faisant ainsi preuve de l'importance et de l'attachement au modèle UNESCO. Elle a aussi permis d'introduire une notion nouvelle à cette époque, celle d'une science marginale qui a formé la base idéologique du CONICIT quant à l'analyse de l'état de la science dans le pays, au moins jusqu'à la publication de la première critique due à Avalos et Antonorsi (1980).

## Honneur
L'astéroïde (201497) Marcelroche est nommé en son honneur.